# Gaspard Poussin
Gaspard Poussin (egentlig Dughet, født 1613 i Rom, død 1675 sammesteds) var en fransk landskabsmaler. 
Poussin var elev af sin svoger Nicolas Poussin og fulgte dennes retning i landskabsmaleriet. Er han således ikke skaberen af det heroiske landskab (og overhovedet en mindre omfattende ånd end svogeren), har han som få bidraget til dettes udvikling. I hans talrige landskaber med de storladne bjerglinjer, de antikke ruiner, de saftig friske løvmasser og det fine linjeperspektiv er der ikke sjælden større friskhed og malerisk skønhed end hos Nicolas Poussin storm og uvejr raser hyppig i hans landskaber, der således gør en svingning hen imod det "romantiske" landskabsmaleri. Han malede snart i fresko, snart i olie eller tempera. 